# مرز سوئیس–فرانسه

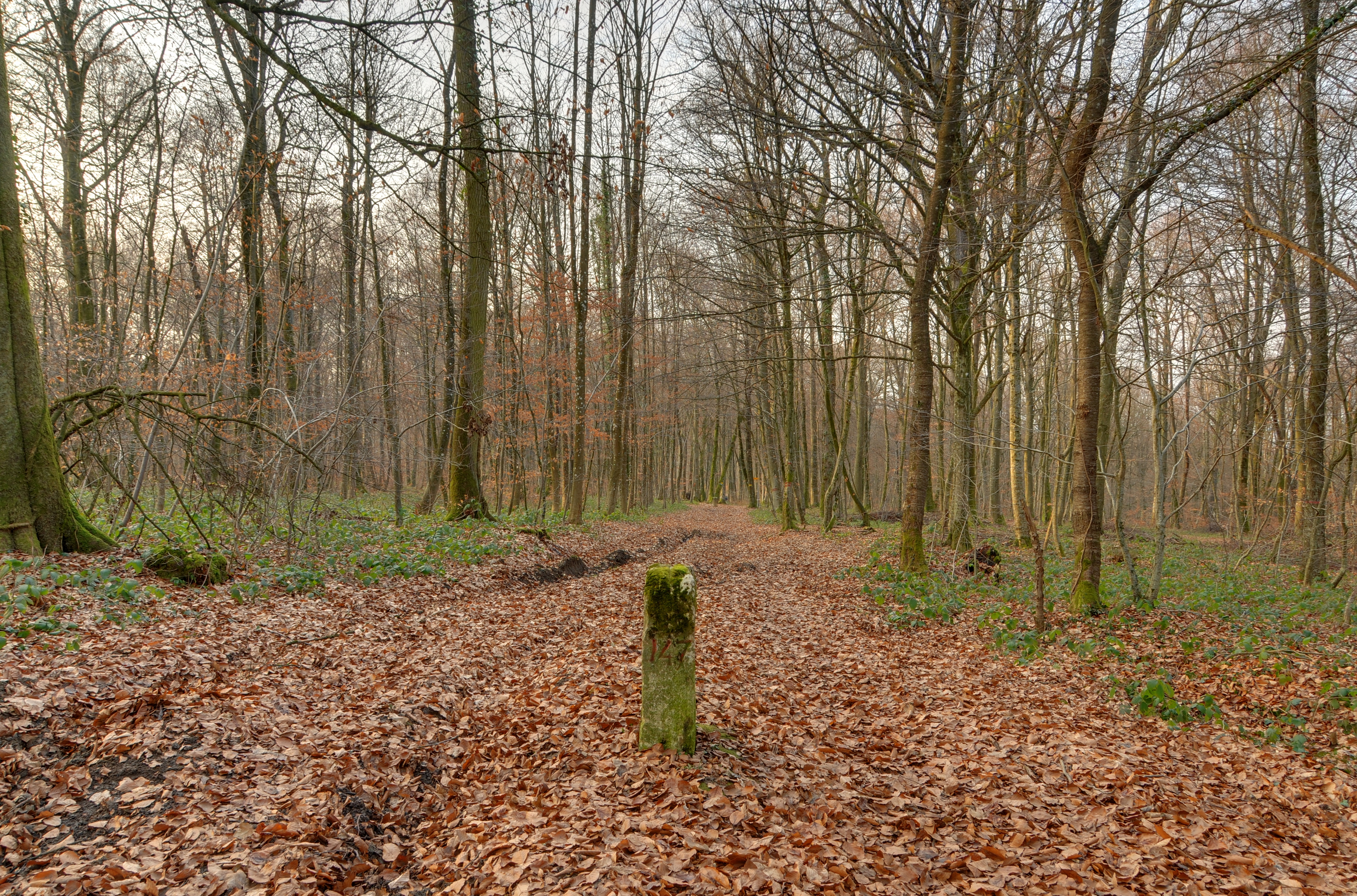
سنگ مرزی میان دو کشور فرانسه (راست) و سوئیس (چپ)

خط مرزی سوئیس و فرانسه (به آلمانی: Grenze zwischen Frankreich und der Schweiz، به فرانسوی: Frontière entre la France et la Suisse، به ایتالیایی: Confine tra la Francia e la Svizzera) نام سرحد و حاشیهٔ بین دو کشور فرانسه و سوئیس به فاصلهٔ ۵۷۲ کیلومتر می‌باشد که این دو کشور را از یکدیگر جدا می‌کند. تعیین حدود مرزی این دو کشور در سال ۱۸۱۵ در کنگره وین با دسترسی به ژنو، نوشاتل و کانتون وله تصویب شد.

## نظارت‌های مرزی

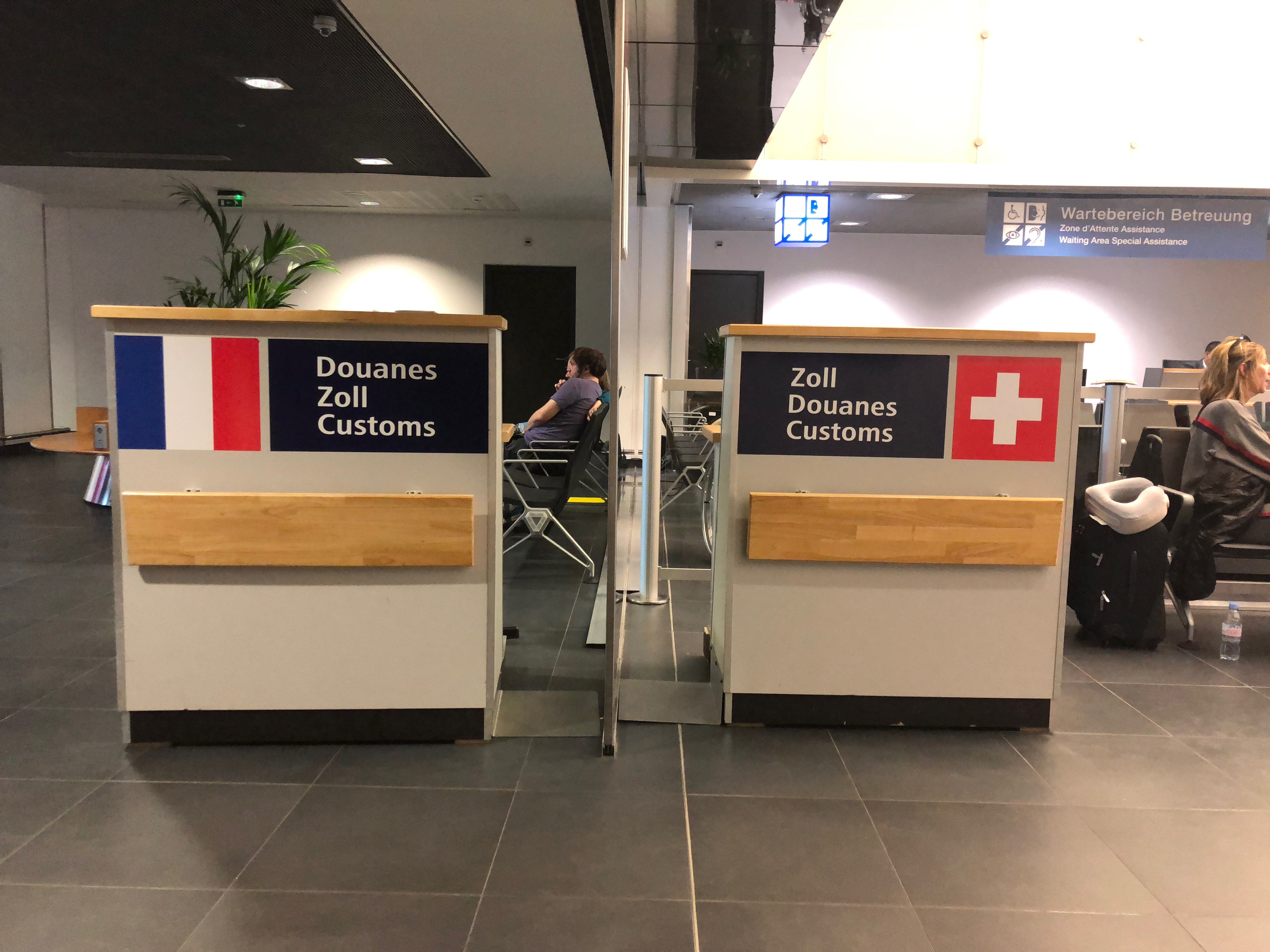
پست گمرک فرانسه–سوئیس در فرودگاه بازل-مولوز-فرایبورگ اروپا، ۲۰۱۸

پس از دسترسی کشور سوئیس به منطقه شنگن در سال ۲۰۰۸، هیچ نظارت و بازرسی دائمی‌ای بر عبورکنندگان مرز این دو کشور انجام نگرفته‌است.
دو فرودگاه در نزدیکی مرز این دو کشور وجود دارد که پاسپورت هر دو فرانسه و سوئیس را قبول می‌کنند و مسافران می‌توانند یکی از آنها را انتخاب کنند. این دو فرودگاه، شامل فرودگاه بین‌المللی ژنو و فرودگاه بازل-مولوز-فرایبورگ می‌شوند. در فرودگاه بازل-مولوز-فرایبورگ، می‌توان بدون عبور از نظارت‌های مرزی فرانسه، به سوئیس سفر کرد و در فرودگاه بین‌المللی ژنو، می‌توان بدون نظارت‌های مرزی سوئیس به فرانسه سفر کرد.